# Friskolen Glasværket
Friskolen Glasværket er en friskole beliggende i Odense C i sammenhæng med Odense Designakademi. Skolen åbnede i 2016 med sine første 15 elever. Siden er der kommet flere til, og skolen udvider hvert år med et nyt klassetrin nedefra. Pr. 2019 er der klassetrin til og med 6. klasse. 
Friskolen Glasværkets primære fokus er på læring gennem håndværk, kunst og design. Pædagogikken af inspireret af montessori, som lægger vægt på at fremme livsduelighed hos børnene i samspil med omverdenen - både i form af andre mennesker, naturen og det nære miljø.
Navnet Glasværket stammer fra bygningen, som rummer skolen. Det er nemlig Odenses gamle glasværk, som var i brug indtil 1990, hvorefter det gennemgik en omfattende renovation.
Skolen skiller sig blandt andet ud fra mange af de andre skoler i Odense ved at tilbyde madordning, som omfatter både mellemmåltider og varm frokost. Herudover er upcycling et gennemgående tema, som giver klasselokalerne et karakteristisk udseende, der adskiller sig fra gennemsnittet.